# Carmel (Nueva York)
Carmel es un pueblo ubicado en el condado de Putnam en el estado estadounidense de Nueva York, siendo además su sede de condado. En el año 2009 tenía una población de 36.465 habitantes y una densidad poblacional de 354,9 personas por km².

## Geografía
Carmel se encuentra ubicada en las coordenadas 41°23′6″N 73°43′46″O / 41.38500, -73.72944. Según la Oficina del Censo, la ciudad tiene un área total de 105,4 km² (40,7 mi²), de la cual 93,5 km² (36,1 mi²) es tierra y 11,9 km² (4,6 mi²) (11.26%) es agua.

## Demografía
Según la Oficina del Censo en 2007 los ingresos medios por hogar en la localidad eran de $91,394. La renta per cápita para la localidad era de $38,372.